# Cratere Chappe
Chappe  è il nome di un cratere lunare da impatto intitolato all'astronomo francese Jean-Baptiste Chappe d'Auteroche che si trova lungo il margine suodoccidentale dell'emisfero che la Luna rivolge alla Terra. È assai vicino al bordo dell'assai maggiore cratere Hausen ed a quello di Pilâtre. A nord-nord-ovest si trova il cratere Blanchard.
Il territorio circostante è assai accidentato e diseuguale, e Chappe si trova al confine tra questa piana e le pendici esterne del cratere Haunsen. Il bordo è approssimativamente circolare, con un piccolo cratere sul margine orientale. L'interno è irregolare, in particolare nella zona occidentale.
Questo cratere era denominato Hausen A, prima che l'Unione Astronomica Internazionale lo rinominasse.